# Saurauia negrosensis
Saurauia negrosensis är en tvåhjärtbladig växtart som beskrevs av Adolph Daniel Edward Elmer. Saurauia negrosensis ingår i släktet Saurauia och familjen Actinidiaceae. Inga underarter finns listade i Catalogue of Life.